# サンエイ糖化
サンエイ糖化株式会社（サンエイとうか、英称:San-ei Sucrochemical Co., Ltd. ）は愛知県知多市に本社を置く、日本の澱粉糖化メーカー。穀物ソリューションカンパニー・昭和産業傘下

## 概要
穀類から澱粉・デキストリン・水飴・異性化糖・ぶどう糖などを製造販売しており、なかでも医薬用の日本薬局方ブドウ糖では最大手である。
2020年（令和2年）12月24日、昭和産業の完全子会社となった。

## 事業所
- 本社・本社工場・バイオ工場・第二工場 （愛知県知多市）
- 営業所 : 東京営業所（東京都千代田区）、大阪営業所（大阪府大阪市）

## 取り扱い製品内容
- 日本薬局方ブドウ糖NG-TDA
- 無水結晶ぶどう糖TDA
- 含水結晶ぶどう糖（Dextrose monohydrate）TDH、ハイメッシュ
- 全糖ぶどう糖グルファイナル
- ぶどう糖果糖液糖ダイヤフラクト
- 砂糖混合ぶどう糖果糖液糖ダイヤフラクト
- ぶどう糖液糖
- 水飴U-2、ピュアトースL
- 粉末水飴ニポデックス、ピュアトースP
- デキストリンNSD、ダイヤデックス
- コーンスターチ
- コーンジャーム
- コーングルテンミール
- グルテンフィード
- コーンスティープリカー
- 乳酸菌

## 加盟団体
- 日本スターチ・糖化工業会
- 全日本糖化工業会